# Русский (Тамбовский район)
Ру́сский — упразднённый в 1985 году посёлок в Тамбовском районе Тамбовской области России. Входил в состав Экстальского сельского Совета. Современная улица Комсомольская посёлка Новая Жизнь.

## География
Расположен в широтном направлении по берегу реки Эксталь, у юго-западной окраины посёлка Новая Жизнь.

## История
Решением исполкома областного Совета от 23 октября 1985 года № 393 объединен с посёлком Новая Жизнь и исключен из перечня населённых пунктов области.

## Население
В 1932 году — 201 житель.